# Ocellularia erumpens
Ocellularia erumpens är en lavart som först beskrevs av Hugo Magnusson och som fick sitt nu gällande namn av Mason Ellsworth Hale 1980. 
Ocellularia erumpens ingår i släktet Ocellularia och familjen Thelotremataceae. Inga underarter finns listade i Catalogue of Life.